# Sporthal de Opperdam
Sporthal de Opperdam (of kortweg Opperdam) is een sportaccommodatie in het Noord-Hollandse Volendam. De sportaccommodatie bestaat uit twee hallen. De eerste hal wordt ook wel de oude hal genoemd. Deze hal heeft een capaciteit van ongeveer 1200 man, de tweede hal wordt ook wel de nieuwe hal genoemd.
De zalen worden gebruikt gemaakt van onder andere RKHV Volendam en ZVV Volendam.